# Air Leap

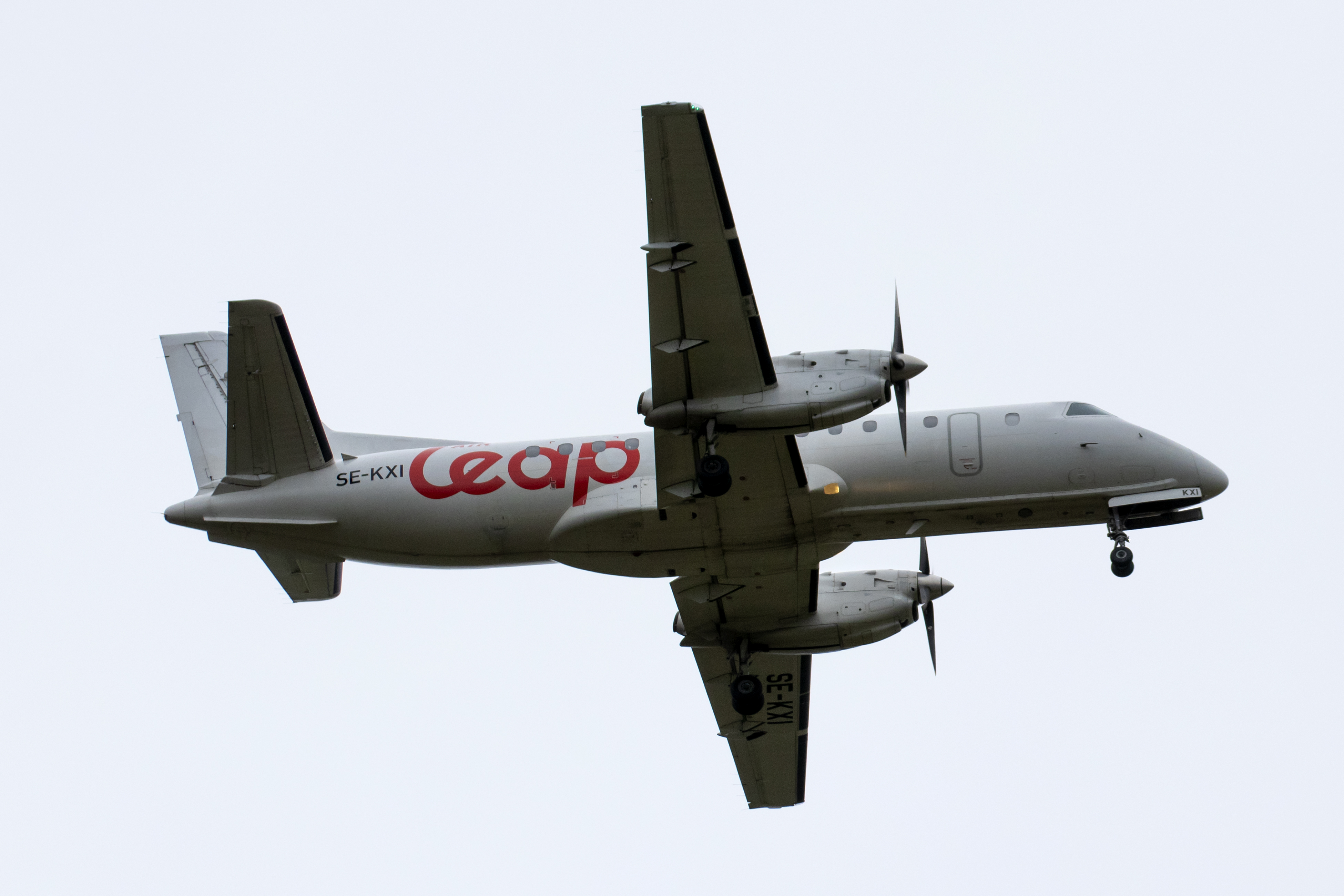
Air Leap Saab 340 SE-KXI på Visby flygplats

Air Leap var ett varumärke för det norska virtuella flygbolaget Air Leap AS och det svenska flygbolaget Air Leap Aviation AB. Flygbolaget bildades 2018 och hade sitt huvudkontor vid Arlanda flygplats. Flygbolaget gick i konkurs 22 januari 2022.

## Historik
Air Leap bildades av ägarna till flygbolaget FlyViking. FlyViking upphörde med sin verksamhet i januari 2018, varefter det virtuella flygbolaget Next Move bildades i mars 2018 för att upprätthålla flygtrafik mellan Ørlands flygplats och Oslo flygplats. Next Move kom senare att döpas om till Air Leap, efter att företaget köpte delar av det svenska flygbolaget Nextjet, som ansökte om konkurs den 16 maj 2018. Delarna som köptes av Nextjet blev det svenska Air Leap eller Air Large European Aviation Project AB. Inledningsvis saknade dock Air Leap operatörscertifikat varför alla deras flygningar i Sverige utfördes av bland annat danska Danish Air Transport, estniska NyxAir och nederländska AIS Airlines.
Den 11 juni 2018 återupptogs flygningar i Sverige och den 19 oktober 2018 tilldelade Transportstyrelsen Air Leap ett operatörscertifikat. Genom certifikatet registrerades företaget som officiell operatör av tre Saab 340B. Air Leaps första flygning under eget certifikat genomfördes  den 21 oktober 2018 från Arlanda flygplats till Mariehamns flygplats. Under Coronaviruspandemin expanderade flygbolaget kraftigt sommaren 2020, då de introducerade trafik till sex destinationer från Bromma flygplats, Visby, Ängelholm, Halmstad, Malmö, Göteborg och Ronneby. Från april 2021 planerar flygbolaget ett ytterligare steg i sin expansion vid Bromma flygplats med högre turtäthet och fler destinationer, både norr och söderut. Den 22 februari 2021 offentliggjorde Air Leap ett samgående med AirGotland. Genom samgående bildades Air Leap Scandinavia AB. AirGotland kommer dock fortsatt vara ett varumärke för flygtrafiken mellan Gotland och fastlandet. Flygbolaget gick i konkurs 22 januari 2022.

## Organisation
Efter samgåendet Gotlandsflyg kom Air Leap gruppen bestå av Air Leap Holding som moderbolag, med dotterbolagen Air Leap Scandinavia AB och Air Leap AB Produktion. Air Leap Scandinavia AB är gruppens kommersiella bolag och Air Leap AB Production är det bolag inom gruppen som står för flygandet.

### Flygplansflotta
Flygbolaget som ägs till 100% av Ryggefjord AS flyger med fyra Saab 340, fyra Saab 2000 och en ATR-72 500 (September 2020).
| Flygplanstyp | Antal i flottan | Antal beställda | Passagerare | Övrigt            |
| ------------ | --------------- | --------------- | ----------- | ----------------- |
| Saab 340     | 4               |                 | 33          |                   |
| Saab 2000    | 4               |                 | 50          | Flygs av Sveaflyg |
| ATR 72-500   | 1               | 3               | 74          |                   |
| Totalt       | 9               | 3               |             |                   |

## Destinationer och flygrutter

### Destinationer

#### Nuvarande
| Land    | Stad         | IATA | ICAO | Flygplats             | Noteringar |
| ------- | ------------ | ---- | ---- | --------------------- | ---------- |
| Sverige | Stockholm    | ARN  | ESSA | Stockholm-Arlanda     |            |
| Sverige | Halmstad     | HAD  | ESMT | Halmstad City Airport |            |
| Sverige | Visby        | VBY  | ESSV | Visby Airport         |            |
| Sverige | Örnsköldsvik | OER  | ESNO | Örnsköldsvik Airport  |            |
| Finland | Mariehamn    | MHQ  | EFMA | Mariehamns flygplats  |            |
| Finland | Åbo          | TKU  | EFTU | Åbo flygplats         |            |
| Norge   | Oslo         | OSL  | ENGM | Oslo-Gardermoen       |            |
| Norge   | Ørland       | OLA  | ENOL | Brekstad-Örland       |            |
| Norge   | Røros        | RRS  | ENRO | Røros lufthavn        |            |

#### Tidigare
| Land    | Stad         | IATA | ICAO | Flygplats                     | Noteringar                                                         |
| ------- | ------------ | ---- | ---- | ----------------------------- | ------------------------------------------------------------------ |
| Sverige | Stockholm    | BMA  | ESSB | Stockholm-Bromma              |                                                                    |
| Sverige | Göteborg     | GOT  | ESGG | Göteborg-Landvetter           |                                                                    |
| Sverige | Kalmar       | KLR  | ESMQ | Kalmar Öland Airport          | Planerad, aldrig uppsatt. Planerna skrotades i augusti 2020.       |
| Sverige | Karlstad     | KSD  | ESOK | Karlstad Airport              | Flygtrafiken pausades 17 mars 2020 och kommer inte att återupptas. |
| Sverige | Jönköping    | JKG  | ESGJ | Jönköping Airport             | Flygtrafiken pausades 15 mars 2020 och kommer inte att återupptas. |
| Sverige | Kristianstad | KID  | ESMK | Kristianstad Österlen Airport | Planerad, aldrig uppsatt. Planerna skrotades i juni 2018.          |
| Sverige | Malmö        | MMX  | ESMS | Malmö Airport                 | Flygtrafiken avslutades den 25 oktober 2021.                       |
| Sverige | Ronneby      | RNB  | ESDF | Ronneby Airport               |                                                                    |
| Sverige | Ängelholm    | AGH  | ESTA | Ängelholm Helsingborg Airport | Flygtrafiken avslutades den 11 oktober 2021.                       |

### Flygrutter
Air Leaps existerande, planerade och nedlagda flygrutter.

| Inrikes Sverige - Stockholm Arlanda-Örnsköldsvik - Stockholm Arlanda-Visby - Stockholm Arlanda-Halmstad | Utrikes - Stockholm Arlanda-Mariehamn - Stockholm Arlanda-Oslo Inrikes Norge - Oslo-Ørland - Oslo-Røros Inrikes Finland - Åbo-Mariehamn | Nedlagda - Stockholm Arlanda-Åbo - Stockholm Arlanda-Karlstad - Stockholm Arlanda-Jönköping - Stockholm Bromma-Oslo - Stockholm Bromma-Visby - Stockholm Bromma-Halmstad - Stockholm Bromma-Ronneby - Stockholm Bromma-Göteborg - Stockholm Bromma-Malmö - Stockholm Bromma-Ängelholm - Göteborg-Visby Planerade, aldrig uppsatta - Stockholm Bromma-Kalmar - Stockholm Arlanda-Kristianstad |